# 科莱圣马尼奥
科莱圣马尼奥（義大利語：Colle San Magno），是意大利弗罗西诺内省的一个市镇。总面积44.64平方公里，人口770人，人口密度17.2人/平方公里（2009年）。ISTAT代码为060029。